# Le calde notti del Decameron
Pour plus de détails, voir Fiche technique et Distribution.
Le calde notti del Decameron est un decamerotico italien réalisé par Gian Paolo Callegari et sorti en 1972.

## Synopsis
Dans les années 1300, le comte Gianfigliazzo revient des croisades avec deux esclaves noirs, un garçon et une fille, qu'il utilise pour s'amuser. Sur le chemin du retour, il est également dépouillé de tous ses biens par un mystérieux chevalier noir. Mais Gianfigliazzo ne s'en soucie guère, car la seule chose qu'il souhaite à présent, c'est faire l'amour à sa femme Peronella. Mais lorsque Gianfigliazzo arrive à la maison, accompagné des esclaves et d'un frère vulgaire qui ne pense qu'au sexe, l'homme se rend compte que Peronella a perdu la clef permettant d'ouvrir sa ceinture de chasteté, portée depuis que son mari est parti pour la croisade à Jérusalem. L'affaire se complique encore lorsque le garçon noir, par un malentendu, puisqu'il avait volé la clef, se retrouve dans un couvent où les nonnes, des pucelles curieuses, rivalisent d'ardeur pour lui faire l'amour. Heureusement, l'intervention de l'esclave le libère des rets des séductrices et les deux jeunes gens parviennent à s'échapper du couvent, tandis que Gianfigliazzo est appelé à reprendre les armes pour une nouvelle croisade en Terre Sainte afin de libérer le Saint-Sépulcre. Peronella est également certaine d'avoir des rapports sexuels avec son époux au moins une fois avant son départ, croyant avoir enfin trouvé la clef de sa ceinture de chasteté. Mais Peronella se trompe, car sa « prison » ne s'ouvre pas et le comte Gianfigliazzo et son escorte de traînards sont attaqués et dévalisés une nouvelle fois par le chevalier noir.

## Fiche technique
- Titre original italien : Le calde notti del Decameron[1]
- Réalisation : Gian Paolo Callegari
- Scénario : Alessandro Moretti, Ivano Gobbo, Gian Paolo Callegari, Giuseppe Bellecca
- Photographie : Angelo Lotti
- Montage : Nella Mannuzzi
- Musique : Lallo Gori
- Société de production : ESTER
- Pays de production :  Italie
- Langue originale : italien
- Format : couleurs par Technicolor - 2,35:1 - Son mono - 35 mm
- Genre : decamerotico
- Durée : 90 minutes
- Date de sortie :
  - Italie : 4 août 1972

## Distribution
- Don Backy : Mandud
- Femi Benussi : Zeinab
- Krista Nell : Sœur Martuccia
- Orchidea De Santis : Peronella
- Salvatore Puntillo : Gianfigliazzo de' Gianfigliazzi
- Pupo De Luca : le frère Gerbino
- Maria Teresa Baldoni : supérieure
- John Bartha : évêque
- Ester Carloni : mère de Gianfigliazzo
- Carlo Castelli
- Annie Carol Edel
- Cosima Esposito
- Carla Mancini
- Fulvio Mingozzi : Rutigliano
- Xiro Papas

## Production
Selon les déclarations de l'actrice Femi Benussi, le film, bien qu'officiellement attribué à Gian Paolo Callegari, a en fait été réalisé par le scénariste Alessandro Moretti ; cela expliquerait pourquoi le nom de Moretti, crédité ici en tant qu'assistant réalisateur, figure en bonne place dans le générique d'ouverture, à quasi-égalité avec le réalisateur.